# Sint-Alenatoren

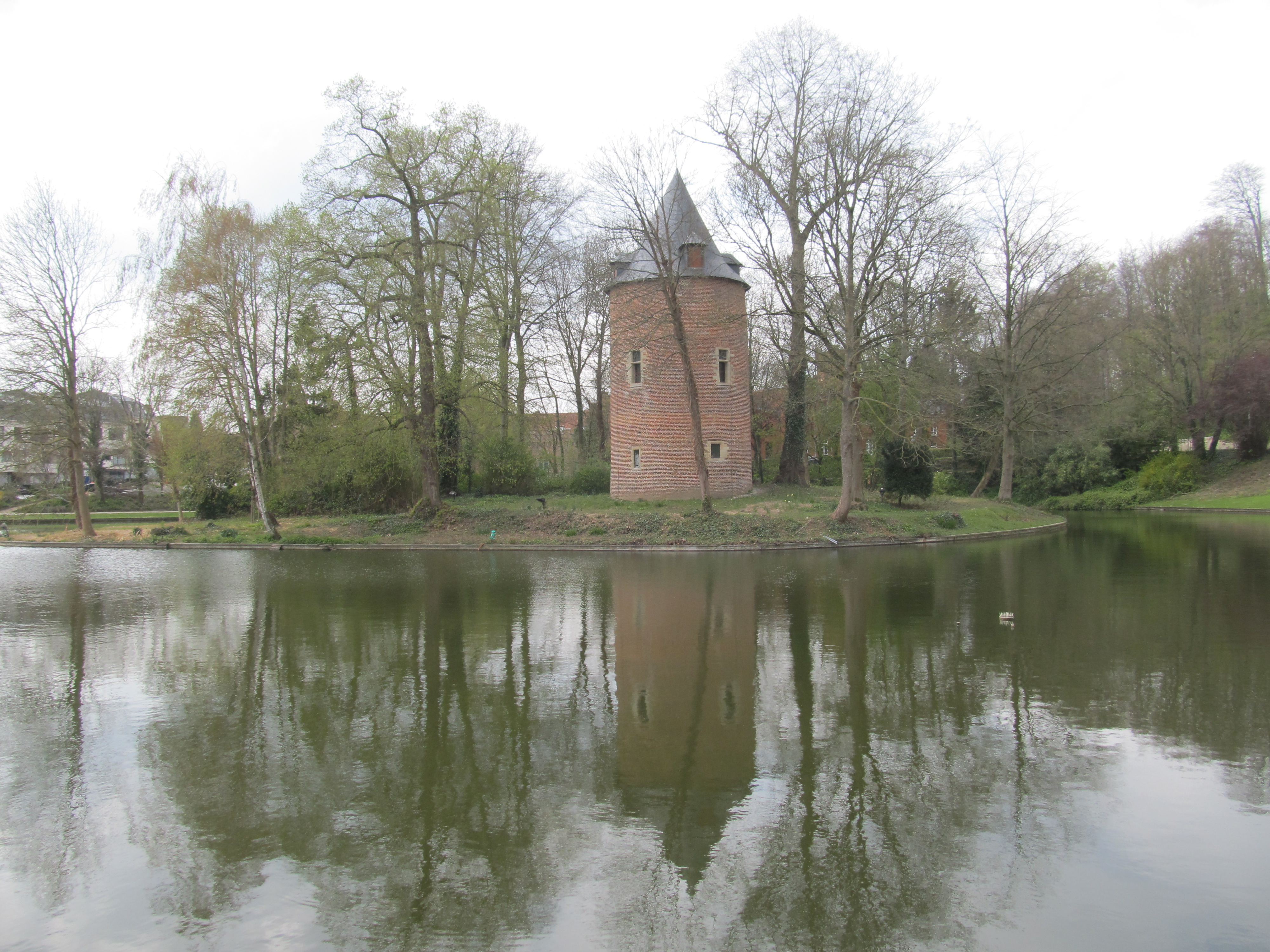
Sint-Alenatoren

De Sint-Alenatoren is een van de bijgebouwen van het Kasteel de Viron dat zich bevindt in het Sint-Alenapark te Dilbeek. Hij bevindt zich op het eilandje voor het gemeentehuis. Hij is de enige getuige van het waterslot uit de 13e eeuw. De oorspronkelijke burcht bezat vijf torens; de Sint-Alenatoren was de noordelijke toren van de burcht.
In de 14e en het begin van de 15e eeuw was hij de residentie van de Heren van Heetvelde, later in de 16e eeuw verbleven er de bisschoppen van Kamerijk. De Franse troepen van Lodewijk XIV staken op het einde van de 17e eeuw de burcht in brand. Het kasteel verviel in puin. Uiteindelijk liet de familie de Viron einde 19e eeuw de al deels afgebroken burcht volledig slopen, op de Sint-Alenatoren na.
De toren is genoemd naar de zevende-eeuwse heilige Alena. Volgens de legende zou zij de toren gebruikt hebben om te bidden.
De ronde toren is opgetrokken uit rode baksteen en bezit smalle, rechthoekige vensters met zandstenen omlijstingen. Onderaan het kegeldak bevinden zich nog enkele houten dakkapelletjes. Er zijn drie bouwlagen: een kleine kelder, een benedenruimte met een stenen draaitrap, en een gotisch zaaltje. Het puntdak rust op eiken balken.